# U.S. Men's Clay Court Championships 2000 - Qualificazioni doppio
Le qualificazioni del doppio  dell'U.S. Men's Clay Court Championships 2000 sono state un torneo di tennis preliminare per accedere alla fase finale della manifestazione. I vincitori dell'ultimo turno sono entrati di diritto nel tabellone principale. In caso di ritiro di uno o più giocatori aventi diritto a questi sono subentrati i lucky loser, ossia i giocatori che hanno perso nell'ultimo turno ma che avevano una classifica più alta rispetto agli altri partecipanti che avevano comunque perso nel turno finale.
Le qualificazioni del doppio del torneo U.S. Men's Clay Court Championships 2000 prevedevano 4 coppie partecipanti di cui una è entrata nel tabellone principale.

## Teste di serie
1. Álex López Morón /  Martín Rodríguez (primo turno)

1. Brandon Coupe /  Adam Peterson (primo turno)

## Qualificati
1. Mark Merklein  /   Michael Sell

## Tabellone

### Legenda
| - Q = Qualificato - WC = Wild card - LL = Lucky loser | - ALT = Alternate - SE = Special Exempt - PR = Protected Ranking | - w/o = Walkover - r = Ritirato - d = Squalificato |

|  | Primo turno | Primo turno                       | Primo turno                 | Primo turno | Primo turno |  |  | Ultimo turno                  | Ultimo turno                  | Ultimo turno                  | Ultimo turno | Ultimo turno |  |
|  |             |                                   |                             |             |             |  |  |                               |                               |                               |              |              |  |
|  |             | Paul Kilderry Michael Tebbutt     | 4                           | 6           | 6           |  |  |                               |                               |                               |              |              |  |
|  | 1           | Álex López Morón Martín Rodríguez | 6                           | 3           | 0           |  |  | Paul Kilderry Michael Tebbutt | Paul Kilderry Michael Tebbutt | Paul Kilderry Michael Tebbutt | 4            | 3            |  |
|  |             | Mark Merklein Michael Sell        | Mark Merklein Michael Sell  | 7           | 6           |  |  | Mark Merklein Michael Sell    | Mark Merklein Michael Sell    | Mark Merklein Michael Sell    | 6            | 6            |  |
|  | 2           | Brandon Coupe Adam Peterson       | Brandon Coupe Adam Peterson | 64          | 3           |  |  |                               |                               |                               |              |              |  |